# Maurizio Sarri
Maurizio Sarri (phát âm tiếng Ý: [mauˈrittsjo ˈsarri]; sinh ngày 10 tháng 1 năm 1959) là một huấn luyện viên bóng đá người Ý hiện tại đang làm huấn luyện viên cho câu lạc bộ Lazio.

## Sự nghiệp huấn luyện
Năm 2015, ông được S.S.C. Napoli mời về dẫn dắt đội bóng. Dưới thời của Sarri, Napoli đã có được những kết quả ấn tượng mặc dù không vô địch Serie A. Chính vì thế mà ông đã được tỉ phú người Nga Roman Abramovich chiêu mộ về để dẫn dắt Chelsea. Tuy chỉ gắn bó 1 mùa nhưng ông đã giúp Chelsea vô địch UEFA Europa League mùa 2018/2019 và cũng là danh hiệu đầu tiên của ông trong sự nghiệp cầm quân.
Chiều ngày 16 tháng 6 năm 2019, trang chủ Juventus đã xác nhận Sarri sẽ là huấn luyện viên tiếp theo của đội bóng. Tại đây, ông không đáp ứng được yêu cầu của ban lãnh đạo khi chỉ giúp Juventus vô địch Serie A mùa 2019/2020 (giải đấu mà họ đã vô địch 9 năm liên tiếp). Ngày 8/8/2020, ông bị sa thải sau trận thua Lyon tại vòng 16 đội UEFA Champions League 2019/20.

## Danh hiệu
Chelsea
- UEFA Europa League 2018-19

Juventus
- Serie A 2019-20